# Aderbal de Numidia

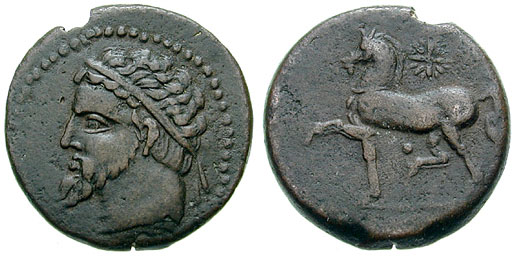
Moneda con la cara del rey Aderbal de Numidia

Aderbal de Numidia fue rey de Numidia desde el año 118 a. C. al 112 a. C., en el que murió.
Fue hijo de Micipsa y nieto de Masinisa, ambos reyes de Numidia. Se vio envuelto en una guerra con su primo Yugurta, que le derrotó. Apeló a Roma para obtener la devolución de su reino, y su decisión fue dividir Numidia entre ambos aspirantes, asignándole la mitad oriental, con capital  en Cirta. 
Sin embargo, Yugurta no aceptó la resolución y reanudó la guerra, invadiendo Cirta, operación en la que Aderbal resultó muerto.